# 銀紋笛鯛
銀紋笛鯛（学名：Lutjanus argentimaculatus），大陆常作紫紅笛鯛，俗名紅鰽、紅槽魚、紅棗魚等，為笛鯛科笛鯛屬的其中一個種。

## 分布
本魚分布於印度西太平洋區，包括東非、馬達加斯加、模里西斯、塞席爾群島、馬爾地夫、紅海、波斯灣、斯里蘭卡、印度、安達曼海、泰國、緬甸、馬來西亞、菲律賓、印尼、琉球群島、台灣、中國沿海、新幾內亞、萊恩群島、馬里亞納群島、帛琉、密克羅尼西亞、馬紹爾群島、諾魯、斐濟群島、萬納杜、薩摩亞、澳洲、所羅門群島等海域。

## 深度
水深1至120公尺。

## 特徵
本魚體長橢圓形，背緣和腹緣圓鈍，背緣稍呈弧狀彎曲。兩眼間隔平坦。上頜兩側具細尖齒，多埋於上唇內，前端具大犬齒2顆；下頜為疏鬆圓錐齒，前端無犬齒；鋤骨、腭骨及舌面均具絨毛狀齒。體被中大櫛鱗，頰部及鰓蓋具多列鱗；背鰭、臀鰭和尾鰭基部大部分亦被細鱗；側線完全，側線鱗列數44至48枚；體色從灰色至紫紅色皆有，具如銀銹澤身上無明顯紋路或斑點；其特徵為吻較長且側線上方鱗列在體前半部平行於背緣，而在背鰭鰭條部下方斜向後背緣；側線下方鱗列則平行魚體軸。各鰭顏色均與體色相同；背鰭硬棘10枚，軟條13至14枚；臀鰭硬棘3枚，軟條8枚；胸鰭長而略等於頭長；尾鰭截形。幼魚在頰部有幾條藍紋。體長可達120公分。
- 於泰南紅樹林所捕獲的個體
- 於泰南紅樹林所捕獲的幼魚
- 泰國素林群岛国家海洋公园的個體
- 新喀里多尼亞所捕獲的個體

## 生態
較喜歡在較混濁較深的外礁區或礁體外緣產卵，其產卵期在春末夏初；屬肉食性，以其他魚類及甲殼類為食。幼鱼常栖息于河口地区。

## 經濟利用
重要的食用魚，為淺海養殖之主要種類，常供海釣池用。適合煎食或鹽醃。幼鱼和亚成鱼因色彩艳丽且对盐度具有较强的适应能力，也供观赏。

## 外部鏈接
- .   [2009-05-13]. （原始内容存档于2021-04-29）.